# پلتزانو
پلتزانو (به ایتالیایی: Pellezzano) یک کومونه در ایتالیا است که در استان سالرنو واقع شده‌است. پلتزانو ۱۳ کیلومتر مربع مساحت و ۱۰٬۸۷۷ نفر جمعیت دارد و ۲۴۷ متر بالاتر از سطح دریا واقع شده‌است.